# Сабијако (Арканзас)
Сабијако (енгл. Subiaco) град је у америчкој савезној држави Арканзас.

## Демографија
По попису из 2010. године број становника је 572, што је 133 (30,3%) становника више него 2000. године.
| Група             | 2000.       | 2010.       |
| Белци             | 410 (93,4%) | 492 (86,0%) |
| Афроамериканци    | 16 (3,6%)   | 20 (3,5%)   |
| Азијати           | 1 (0,2%)    | 45 (7,9%)   |
| Хиспаноамериканци | 3 (0,7%)    | 5 (0,9%)    |
| Укупно            | 439         | 572         |